# Marcel Janssens (wielrenner)
Marcel Janssens (Edegem, 30 december 1931 – Nukerke, 29 juli 1992) was een Belgisch profwielrenner.

## Biografie
Janssens was profwielrenner van 1954 tot 1965. In totaal boekte hij tijdens zijn carrière als profwielrenner 32 overwinningen. De meest in het oog springende prestaties waren zijn overwinning in Bordeaux-Parijs in 1960 en de tweede plaats in het eindklassement van de Ronde van Frankrijk van 1957 achter Jacques Anquetil. Janssens was een uitstekend ronderenner, waarbij hij zijn kwaliteiten als tijdrijder en klimmer, maar vooral als gedurfd daler kon tonen. In 1958 liep hij bij een zware val een handbreuk op en in 1960 ging zijn seizoen grotendeels verloren door een aanval van tyfus. Mede door deze voorvallen kon hij zijn prestaties uit het begin van zijn profcarrière niet meer continueren.

## Overwinningen en andere ereplaatsen
1951
- 1e bij het Nationaal Kampioenschap op de weg, amateurs

1952
- 1e in de 1e etappe Ronde van Limburg (-B-), amateurs

1953
- 1e in Brussel-Luik, onafhankelijken
- 1e in de 6e etappe deel a Ronde van België, onafhankelijken
- 1e in Omloop der Vlaamse Gewesten, onafhankelijken

1954
- 3e in de Acht van Chaam
- 3e in de 2e etappe deel a Dauphiné Libéré
- 1e in de 1e etappe deel b, ploegentijdrit Driedaagse van Antwerpen
- 1e in Schelde-Dender-Leie
- 1e in Polder-Kempen
- 1e in de GP Waals Brabant
- 2e in de Grote Scheldeprijs
- 1e in de 1e etappe Tour de l'Ouest
- 1e in het eindklassement Tour de l'Ouest

1956
- 5e in het eindklassement Ronde van Luxemburg

1957
- 1e in de 4e etappe Ronde van Frankrijk
- 2e in de 3e etappe, individuele tijdrit Ronde van Frankrijk
- 2e in de 10e etappe Ronde van Frankrijk
- 3e in de 18e etappe Ronde van Frankrijk
- 2e in het eindklassement Ronde van Frankrijk

1958
- 1e in 2e etappe Ronde van Romandië
- 1e in het bergklassement Ronde van Romandië
- 7e in Parijs-Roubaix
- 2e in 2e etappe Ronde van Zwitserland
- 2e in 1e etappe deel a Driedaagse van Antwerpen
- 2e in 2e etappe deel a Driedaagse van Antwerpen
- 2e in de GP Stan Ockers

1959
- 2e in Schaal Sels
- 2e in Omloop van de Fruitstreek Alken
- 1e in Antwerpen-Ougrée
- 3e in Parijs-Roubaix
- 2e in  de Waalse Pijl
- 4e in het Ardeens Wielerweekend
- 3e in de Omloop van Midden-België
- 3e in de Omloop der Vlaamse Gewesten

1960
- 3e in de 2e etappe Vierdaagse van Duinkerke
- 1e in Bordeaux-Parijs
- 1e in de 2e etappe deel b, ploegentijdrit Driedaagse van Antwerpen

1961
- 3e in het eindklassement Antwerpen - Wevelgem
- 2e in de Grote Scheldeprijs
- 2e in Parijs-Roubaix
- 1e GP Zele

1962
- 2e in de 2e etappe Tour de l'Aude
- 3e in Bordeaux-Parijs
- 3e in de 10e etappe Ronde van Spanje

1963
- 4e in Parijs-Roubaix

1964
- 3e in Tour du Condroz
- 2e in Omloop van Midden-Brabant

## Resultaten in voornaamste wedstrijden
| Jaar | Ronde van Italië | Ronde van Frankrijk | Ronde van Spanje |
| ---- | ---------------- | ------------------- | ---------------- |
| 1954 |                  |                     |                  |
| 1955 |                  |                     |                  |
| 1956 | opgave           | 32e                 |                  |
| 1957 |                  | ↑ (1)               |                  |
| 1958 |                  | opgave              |                  |
| 1959 |                  | 25e (1)             |                  |
| 1960 |                  | opgave              |                  |
| 1961 |                  |                     |                  |
| 1962 |                  |                     | 32e              |
| 1963 | opgave           | opgave              |                  |
| 1964 |                  |                     |                  |

| Jaar | Milaan-San Remo | Gent-Wevelgem | Ronde van Vlaanderen | Parijs-Roubaix | Luik-Bast.‑Luik | Ronde van Lombardije | Parijs-Brussel | Waalse Pijl |  | WK op de weg |  | Wereldranglijsten |
| ---- | --------------- | ------------- | -------------------- | -------------- | --------------- | -------------------- | -------------- | ----------- |  | ------------ |  | ----------------- |
| 1954 |                 |               |                      |                |                 |                      |                | 52e         |  |              |  |                   |
| 1955 |                 |               |                      |                | 16e             | 10e                  | 35e            |             |  | 5e           |  |                   |
| 1956 | 14e             | 4e            | 11e                  | 12e            |                 | 59e                  |                |             |  |              |  |                   |
| 1957 | 17e             | 15e           | 21e                  | 18e            |                 |                      |                | 4e          |  | 11e          |  | 7e (CDC)          |
| 1958 | 10e             | 51e           | 5e                   | 7e             |                 | 21e                  |                |             |  |              |  | 19e (CDC)         |
| 1959 | 35e             | 14e           | 25e                  | ↑              | 15e             |                      | 16e            | Zilver      |  |              |  |                   |
| 1960 | 74e             |               |                      |                | 10e             |                      | 32e            |             |  |              |  |                   |
| 1961 | 65e             | 5e            | 38e                  | ↑              | 13e             |                      | 5e             | 42e         |  |              |  |                   |
| 1962 |                 | 13e           | 14e                  |                |                 |                      |                |             |  |              |  |                   |
| 1963 |                 |               |                      | 4e             |                 |                      | 32e            |             |  |              |  |                   |
| 1964 |                 |               |                      | 39e            | 28e             |                      |                |             |  |              |  |                   |

## Ploegen
- 1954 – Dilecta-Wolber-J.B. Louvet
- 1955 – 1957 Elvé-Peugeot
- 1957 - Peugeot-BP
- 1958 - Elvé-Peugeot-Marvan
- 1959 - Flandria-Dr. Mann
- 1960 - Dr. Mann-Dossche Sport
- 1961 - Dr. Mann
- 1962 – Saint-Raphael-Helyett
- 1963 – Solo-Terrot
- 1964 – Dr. Mann
- 1965 – Lamot-Libertas

Wielerploegen van Marcel Janssens
Andries ·
Baert ·
Beeckaert ·
Butzen ·
De Baere ·
De Brabanter ·
De Hertog ·
De Laet ·
Demunster ·
Deboodt ·
Decock ·
Decraeye ·
Deleye ·
Deltour ·
Despeghel ·
Devoldere ·
Doom ·
Doumont ·
Flecy ·
Hanssen ·
Hermans ·
Heye ·
Huyskens ·
Janssens ·
Lamote ·
Lapage ·
Lauwers ·
Ledru ·
Mertens ·
Messelis ·
Meuris ·
Nulens ·
Oellibrandt ·
Ongenae ·
Pascal ·
Patteeuw ·
Pauwels ·
Preuss ·
Saelens ·
Schotte ·
Tuytens ·
Uytterhaegen ·
Van Avermaet ·
Van den Brande ·
Van den Broeck · 
Van Haesebroeck ·
Van Holsbeke ·
Van Ryssel ·
Vandaele ·
Vandersmissen ·
Vanhoutte ·
Van Tieghem ·
Verachtert ·
Vindevogel ·
Vrancken
R. Altig · 
W. Altig ·
Annaert · 
Anquetil ·
Beaumont · 
Binggeli ·
Claud ·
Cloarec ·
Delattre · 
Dufraisse ·
Elliott ·
Everaert ·
Gandolfo ·
Geldermans ·
Graczyk ·
Janssens ·
Le Dudal · 
Le Her ·
Le Lan ·
Lepolard ·
Queheille ·
Raynal ·
de Roo ·
Robinson ·
Rostollan ·
Rousseau ·
Sciardis ·
Stablinski  ·
Stolker ·
Thomas ·
Varnajo
Bosmans ·
Covens ·
De Boever ·
De Breucker ·
Decabooter ·
De Muynck ·
De Wilde ·
De Wolf ·
Deferm ·
Demaer ·
Demunster ·
Haelterman ·
Haleydt ·
Ivens ·
Janssens ·
Joosen ·
Lelangue · 
Lykke ·
Proost ·
Scherens ·
Schreel ·
Scrayen ·
Seneca ·
Severeyns ·
Seynaeve ·
Sterckx ·
Stevens ·
Storms ·
Van Aerde ·
Van Coningsloo (vanaf 28/03) ·
Van Damme ·
Van De Kerckhove · 
Van Den Bossche ·
Van Steenbergen ·
Vanderbist ·
Wouters